# Antonis Aidonis
Antonis Aidonis (griechisch Αντώνης Αηδόνης, * 22. Mai 2001 in Neustadt an der Weinstraße) ist ein deutsch-griechischer Fußballspieler.

## Karriere

### Verein
Aidonis spielte in der Jugend zunächst für den VfL Neckarau und den TSV Neckarau, bevor er in die Jugend der TSG 1899 Hoffenheim wechselte. Mit der B-Jugend spielte er in den Spielzeiten 2016/17 sowie 2017/18 48-mal in der B-Junioren-Bundesliga und erzielte dabei drei Treffer.
Zur Saison 2018/19 wechselte Aidonis zur A-Jugend des VfB Stuttgart. Am 10. November 2018 debütierte er unter Markus Weinzierl gegen den 1. FC Nürnberg in der Bundesliga. Im weiteren Saisonverlauf folgte ein weiterer Einsatz in die Bundesliga. In der U19 kam Aidonis als Stammspieler 22-mal in der A-Junioren-Bundesliga zum Einsatz und erzielte ein Tor. Er kam zudem in allen 4 Spielen auf dem Weg zum Gewinn des DFB-Pokals der Junioren zum Einsatz.
In der Vorbereitung für die Zweitligasaison 2019/20 nahm Aidonis unter dem neuen Cheftrainer Tim Walter am ersten Trainingslager der Zweitligamannschaft teil, bevor er vorerst mit der zweiten Mannschaft weitertrainierte und mit dieser in die Oberligasaison starten sollte. Nach der Verletzung von Marcin Kamiński stand Aidonis am 2. Spieltag wieder im Kader der Zweitligamannschaft, ohne jedoch eingewechselt zu werden. In der Folge verpflichtete der Verein mit Nathaniel Phillips einen weiteren Innenverteidiger neben Maxime Awoudja, Holger Badstuber und Marc Oliver Kempf, sodass Aidonis nicht mehr dem Profikader angehörte. Nach 13 Oberligaeinsätzen kehrte er in der Wintervorbereitung unter Walters Nachfolger Pellegrino Matarazzo in den Profikader zurück. Bis zum Saisonende stand er noch in 3 weiteren Zweitligaspielen im Spieltagskader, ohne jedoch eingewechselt zu werden. Die Profimannschaft schaffte den direkten Wiederaufstieg in die Bundesliga. In der Oberligamannschaft kam Aidonis auf 16 Einsätze (alle in der Startelf). Die Oberligasaison musste aufgrund der COVID-19-Pandemie nach 21 Spielen abgebrochen werden, woraufhin die zweite Mannschaft des VfB zum Meister und Aufsteiger in die Regionalliga Südwest erklärt wurde.
Vor der Saison 2020/21 verlängerte Aidonis seinen Vertrag bis zum 30. Juni 2023. Der Verteidiger kam in der Profimannschaft jedoch zu keinem Pflichtspieleinsatz. Um Spielpraxis zu sammeln, spielte er 18-mal in der Regionalliga.
Zur Saison 2021/22 wechselte Aidonis für ein Jahr auf Leihbasis zum Zweitliga-Aufsteiger Dynamo Dresden. Dort konnte er sich jedoch nicht durchsetzen und kam unter Alexander Schmidt und dessen Nachfolger Guerino Capretti 11-mal zum Einsatz, wobei er nur 4-mal in der Startelf stand. Die Dresdner wurden 16. und stiegen in der Relegation gegen den 1. FC Kaiserslautern in die 3. Liga ab.
Mit dem Beginn der Sommervorbereitung 2022 kehrte Aidonis nach Stuttgart zurück.
Im Sommer 2023 wechselte er nach Griechenland zu Aris Saloniki, nachdem sein Vertrag in Stuttgart nicht verlängert wurde. Bereits Ende September 2023 wurde sein Vertrag wieder aufgelöst. Nach anschließender Vertragslosigkeit wechselte er im Januar 2024 zur zweiten Mannschaft von Borussia Dortmund. Im Sommer 2024 verließ er den Verein. Mitte August 2024 schloss er sich dem baden-württembergischen Oberligisten SG Sonnenhof Großaspach an.

### Nationalmannschaft
Im Mai 2016 kam Aidonis mit der deutschen U15-Nationalmannschaft gegen die Niederlande zu seinen beiden ersten Einsätzen. Bei seinem Debüt für die U16-Nationalmannschaft von Deutschland erzielte er am 11. September 2016 gegen Wales sein erstes Länderspieltor. Für das deutsche U17-Nationalteam war Aidonis beim 1:0-Auftaktsieg beim Algarve-Cup gegen die Niederlande am 9. Februar 2018 erstmals vor dem Tor erfolgreich. Nachdem er in der EM-Qualifikation am 21. März 2018 gegen Norwegen ein weiteres U17-Länderspieltor erzielt hatte, nahm Aidonis mit Deutschland an der Endrunde der U17-Europameisterschaft 2018 teil.

## Erfolge
- Aufstieg in die Bundesliga: 2020
- Aufstieg in die Regionalliga Südwest: 2020
- Meister der Oberliga Baden-Württemberg: 2020
- DFB-Junioren-Pokal-Sieger: 2019

## Privates
Der gebürtige Neustädter legte im Jahr 2017 an der Kraichgau-Realschule Sinsheim erfolgreich seine Prüfungen zur Mittleren Reife ab.